# Hemiclepsis myanmariana
Hemiclepsis myamariana (лат.) — вид плоских пиявок (Glossiphoniidae).

## Название
Видовой эпитет myamariana указывает на распространение вида на территории Мьянмы.

## Описание
Общая длина Hemiclepsis myamariana составляет 5—11 мм, ширина 3—5 мм. Тело листообразное, уплощённое в спинно-брюшном направлении, без сосочков. Края тела с мелкими зазубринами. Передняя часть (сегменты I—V) слабо отделена от тела, что отличает этот вид от близкородственных Hemiclepsis marginata, Hemiclepsis khankiana и ряда других.
Окраска тела светлая, беловатая, буроватая или желтоватая, иногда с неявными продольными полосами светло-коричневого цвета. Задняя присоска коричневатая, с жёлтыми пятнами по дистальному краю. Брюшная сторона светлая, однотонная, в передней трети тела может быть покрыта коричневатыми полосами.
Тело сегментированное, сегменты I—II и XXVI—XXVII состоят из 1 кольца, сегменты III и XXV состоят из двух колец, сегменты IV—XXIV — из трёх колец. Суммарно количество колец равно 72.
На переднем конце тела имеется две пары глаз, глаза передней пары несколько редуцированы, серого цвета. Передняя пара находится на границе II и III сегментов, задняя — на III сегменте.
Имеется мускулистый хобот. Желудок с 7 парами карманов (отростков), задние карманы ветвятся, образуя по 4—5 отростков. Кишечник с 4 парами коротких карманов.
Гермафродиты. Имеются семенной и яйцевой мешки. Мужское и женское половые отверстия (гонопоры) разделены 1 кольцом (мужская гонопора расположена между XI и XII сегментами, женская — на XII сегменте). Семенных мешков 6 пар. Размножение ни разу не наблюдалось.

## Образ жизни
Hemiclepsis myamariana обнаружена в реках внутри мантийных полостей двустворчатых моллюсков Lamellidens и Indonaia (семейство перловицы). Такого рода ассоциации не уникальны для этого вида — они показаны для нескольких других видов рода Hemiclepsis (Hemiclepsis kasmiana, Hemiclepsis khankiana, возможно Hemiclepsis marginata), а также родов Batracobdelloides и Placobdella.
Эктопаразит. Питается кровью рыб (показано питание на лабео, Labeo).
Доподлинно неизвестно, в каких взаимоотношениях Hemiclepsis myamariana находится с двустворчатым моллюском-хозяином. Авторы описания вида предполагают, что молодые особи могут питаться слизью и соками моллюска, однако процесс питания пока никто не наблюдал.

## Распространение
Обнаружена в бассейнах рек Иравади, Ситаун, Билин и Салуин в Мьянме.

## Таксономия
Согласно молекулярным данным, наиболее близкие виды — Hemiclepsis kasmiana и Hemiclepsis khankiana, также обладающие жизненным циклом, ассоциированным с обитанием в перловицах. Метод молекулярных часов предсказывает обособление этой группы видов в олигоцене — миоцене.